# Bureau d'études
 (avril 2023).

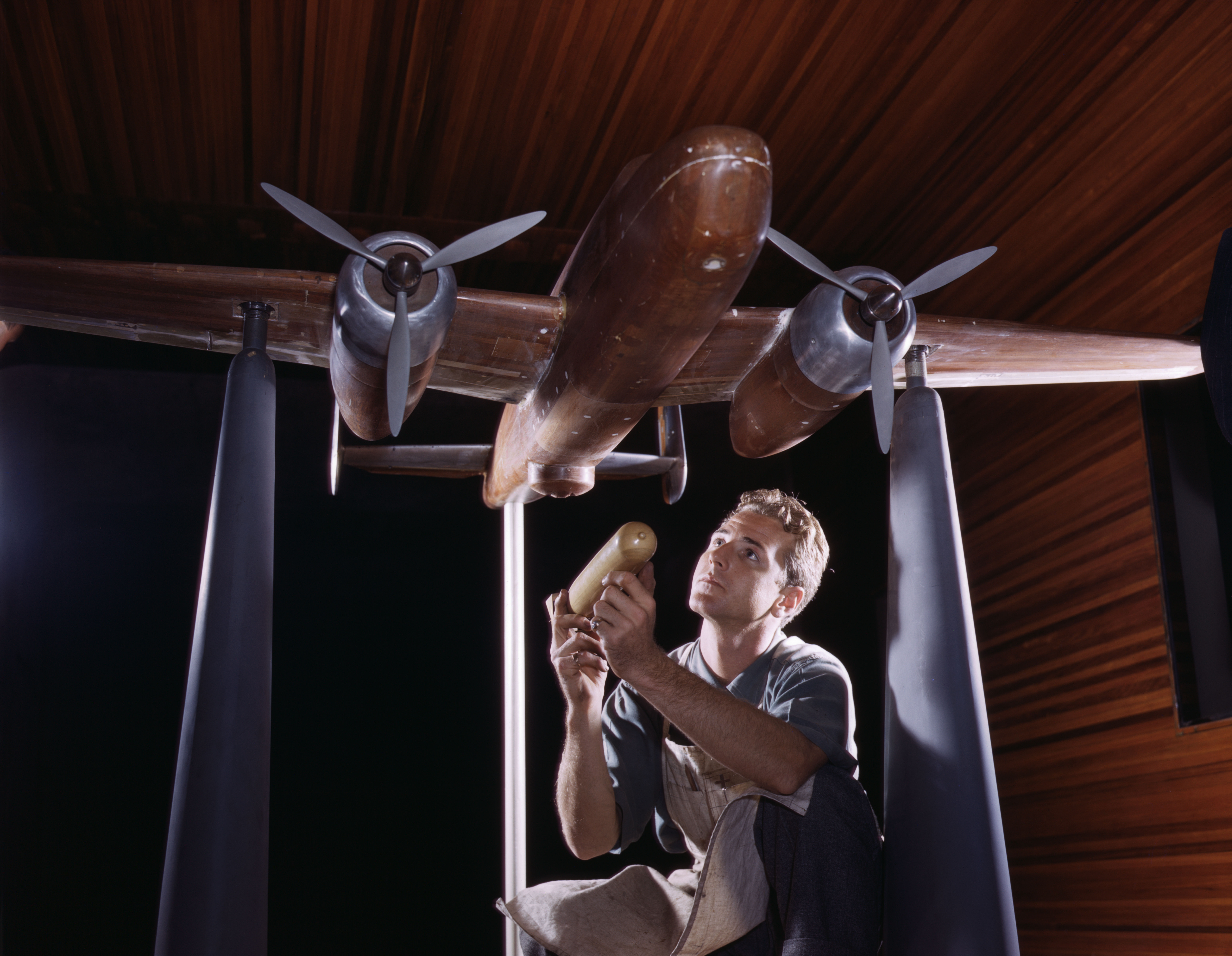
Un ingénieur aéronautique évalue la taille d'une bombe pouvant être placée sur un appareil B-25 afin de déterminer son emport après des tests de soufflerie ; photo : octobre 1942.

Un bureau d'études peut désigner soit un cabinet indépendant, soit un département ou un service au sein d'une administration ou d'une entreprise. Il s'agit d'une structure où sont réalisées des expertises à caractère scientifique et/ou technique. Ces expertises peuvent recouvrir entre autres les champs de l'analyse de l'existant (état des lieux) ou bien la conception d'un produit ou l'organisation d'un service.
Les bureaux d'études ont un rôle d'assistance et de conseil auprès des collectivités publiques ou des entreprises, leurs rapports servant d'outils d'aide à la décision.
Les compétences des bureaux d'études peuvent être en relation avec des domaines extrêmement variés tels que : le génie civil ou militaire, l'industrie, l'environnement, l'informatique, l'organisation du travail, l'urbanisme, la mobilité, l'événementiel, etc.
L'activité des bureaux d'études relève du domaine des services : les prestations sont de caractère intellectuel. Un bureau d'études ne réalise pas directement de travaux ou de fourniture, bien qu'il intervienne en général en amont afin d'effectuer des recommandations préalables, ou en aval pour vérifier la qualité des réalisations.

## Bureau d'études dans l'industrie
C'est le lieu où de manière générale sont conduites les études de produits d'une entreprise. Il peut être situé au sein même du site de production (cas majoritaire des petites et moyennes entreprises) ou bien être un bâtiment à part entière (cas de nombreuses multinationales). En son sein toute une équipe d'ingénieurs et de techniciens conçoivent des ensembles de pièces pour arriver à un produit (une automobile par exemple). Au bureau d'études sont conduits tous les calculs théoriques : résistance des pièces en mécanique, performances en informatique, mécanique des fluides, transfert thermique, génie électrique, génie des procédés, etc.

### Enjeux
Avant de pouvoir réaliser un ouvrage, le bureau d'études doit systématiquement passer un concours qui déterminera selon le jugement du maître d'ouvrage si oui ou non le projet du bureau d'études peut convenir à l'entourage et surtout à l'environnement.
Le bureau d'études, après une phase de recherche, doit concrétiser « quel produit fabriquer ». À partir de prototypes, il va assurer le développement, c'est-à-dire définir les matières et les pièces nécessaires pour fabriquer le produit à grande échelle. Il élabore les plans, les dessins et les nomenclatures, c'est-à-dire la liste des pièces composant le produit.

### Démarche
Plusieurs bureaux d'études peuvent être mis en relation pour d'importantes réalisations (dans le domaine du bâtiment par exemple : bureau d'études techniques béton, bureau d'études bois, bureau d'études techniques en énergies (électricité), etc.). Ainsi, sur un même projet technique peuvent intervenir un bureau d'études fluides, un bureau d'études structure, ou encore un bureau d'études voirie et réseaux divers (VRD).
Chaque bureau d'études peut être composé de techniciens et d'ingénieurs spécialisés à forte expertise technique.
Le travail en équipe est primordial dans un bureau d'études afin de réunir les spécialités. Pour le développement d'un avion par exemple, il faut des spécialistes en mécanique, en électronique, en informatique, ou en ergonomie. Au fil de l'étude, des réunions ont lieu pour apprécier l'avancée des travaux.
L'informatique est de plus en plus présente dans les bureaux d'études. La conception assistée par ordinateur et les techniques de simulation numérique ont permis des gains de temps et de productivité considérables.
Enfin, les intervenants en bureau d'études doivent prendre en compte les moyens et normes de fabrication en aval des études. Le non-respect ou la non prise en compte de ces éléments conduit vers des dérives budgétaires importantes lors des réalisations des travaux issus d'un bureau d'études.